# الینور وندرویر
اِلینور وَندِرویر (انگلیسی: Ellinor Vanderveer؛ ‏ ۵ اوت ۱۸۸۶ – ۲۷ مهٔ ۱۹۷۶) بازیگر اهل ایالات متحده آمریکا بود.
از فیلم‌ها یا برنامه‌های تلویزیونی که وی در آن نقش داشته‌است، می‌توان به از صفر تا صد، زندان، کازابلانکا، دوست‌داشتنی‌تر از این نبودی، صورت‌زخمی، آقای دیدز به شهر می‌رود، نینوتچکا، داستان‌های منهتن، بالالایکا، والس بزرگ، گل ساعت، شبح اپرا، چکاوک، هفت گناهکار، عشق من بازگشت، همه اینها به‌اضافه بهشت، رافلز، پیردختر، زیگفلد کبیر، شبی در اپرا، بای بای، آن زن به او بد کرد، راسپوتین و امپراتریس، زحمت را کم کن، دیوانه سینما، آرسن لوپن، فرانکنشتاین، لذت، پسر هند، قانون عمومی، سانی، جسم و شیطان، صد سال دوم، نبرد قرن، دیپلماسی، کیکی، بادبزن خانم ویندیرمیر، بیوه سرمست، داستان جولسون، فریب، لی‌لی، آنی تفنگت را می‌گیرد و تبعید اشاره کرد.